# ユゼルシュ
ユゼルシュ（Uzerche、オック語:Usercha）は、フランス、ヌーヴェル＝アキテーヌ地域圏、コレーズ県のコミューン。
1787年、イギリス人作家アーサー・ヤング（fr）は、今日でも広く知れ渡っているユゼルシュの絵のような美しさから『リムーザンの真珠』（Perle du Limousin）と称えた。

## 地理

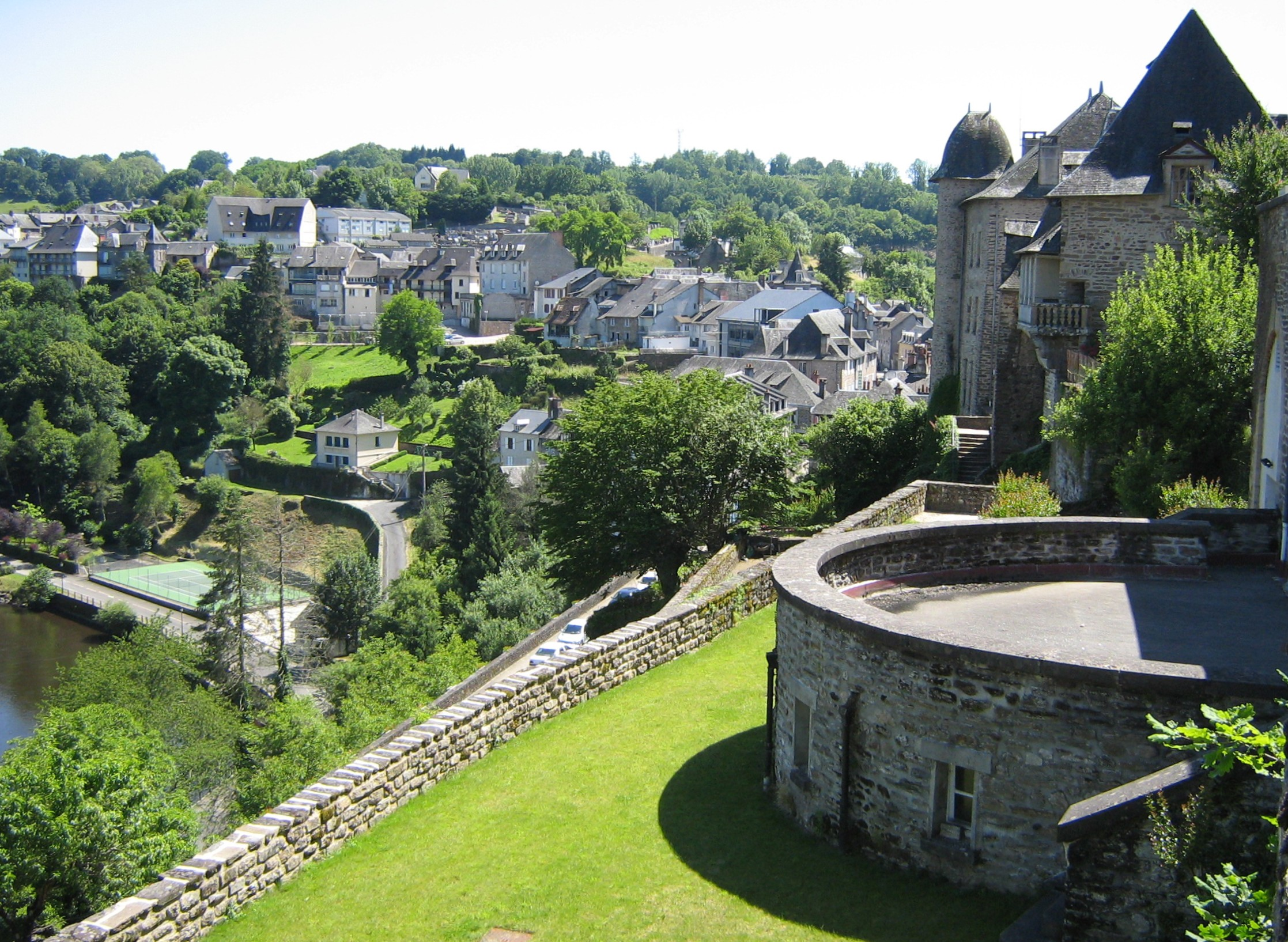
ヴェゼール川を見下ろす

ユゼルシュはフランス中西部、中央高地西端、リムーザン南部に位置する。コミューンはオートルート A20に近接し、県庁所在地チュールの北西30km、県最大の都市ブリーヴ＝ラ＝ガイヤルドの北30kmにある。コミューンはブラダスク川とヴェゼール川とが流れており、その水源はいずれもミルヴァシュ高原のロンジェルー沼地で、最終的にはドルドーニュ川と合流する。
ユゼルシュはヴェゼール川を見下ろす岩の露頭の上にある。標高は最高で342mである。町とそのユニークな建物の魅力は、ヴェゼール川近くの傾斜地にできた庭のレイアウトにある。壁で四方を覆われている庭は、ユゼルシュの特徴のひとつである。花、庭、菜園はいまも町の高い場所にある。こうした傾斜地庭園の開発は、農地としての能力が低い土地の潜在的な解決法となってきた。
ユゼルシュ地方の地質は、片麻岩、片岩、エクロジャイト、鉱物や石英脈を含んだ閃岩からなる · 。

### 気候
コレーズ県の気候は5つの地方ごとに分けられる。ヴェゼールおよびオーヴェゼール地方、チュール地方、ブリーヴ盆地、グザントリー地方、モネディエールおよびミルヴァシュ高原である。ユゼルシュはヴェゼールおよびオーヴェゼール地方である。ユゼルシュは影響の衰えた海洋性気候で、雨が多く、低温傾向で、降雪はまれである。

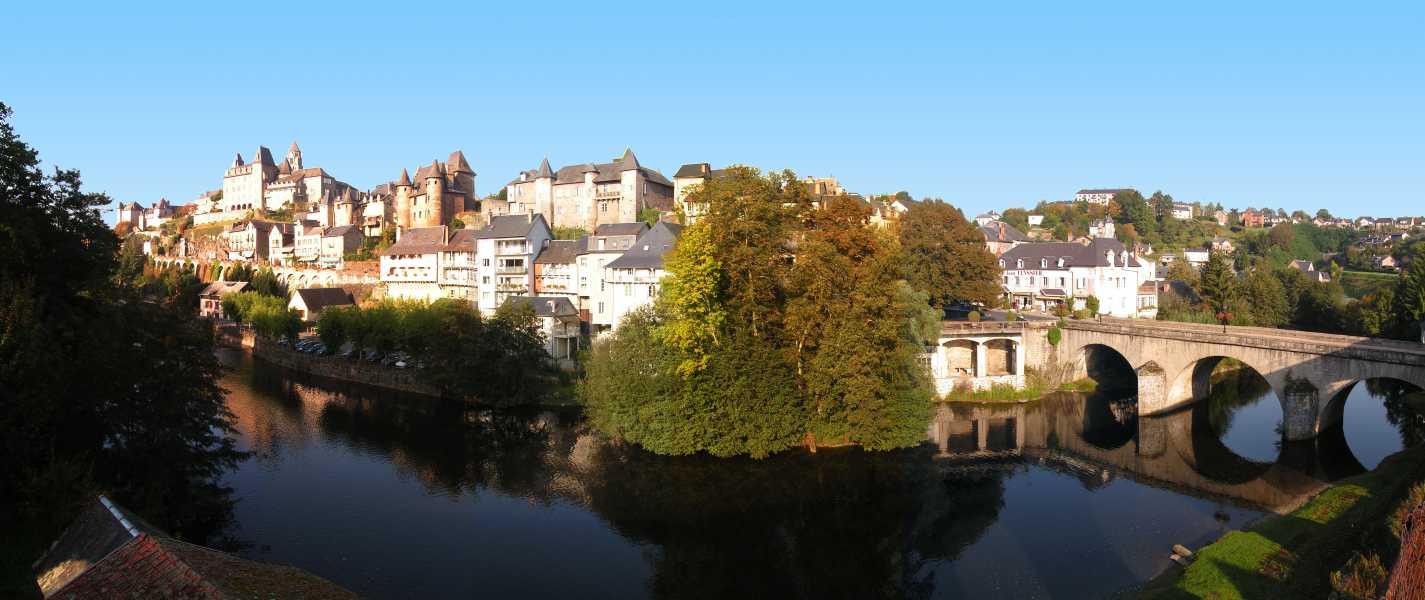
ユゼルシュのパノラマ

## 由来
町の名前は次のように、Usarcaとして7世紀に証明されている。その後848年にはUsercensium vicaria、1190年頃はUzercha、14世紀にUszerca、15世紀から17世紀にUsarche、18世紀にUserchesまたはUsercheであった。
一部の人々は、ガリア人が築いたオッピドゥムでケルシーにあったというUxellodunumが代替の名称Uzercodunumとなって見つかったと信じている。このオッピドゥムは紀元前51年にローマ軍に包囲されて陥落した、ガイウス・ユリウス・カエサルに反抗したカドゥルシ族の最後の砦であった。また、一部の人々はユゼルシュとヴェゼールの名のつながりを確立しようとする。Uiser-icaはUisera（大文字のVは大文字のUのように発音する）へと派生していき、すぐにiがとれてUsercaとなった。
女性形のuc-ericaは、ユゼール（Uzer、現在のオート＝ピレネー県のコミューン）の古名uc-ericumから提案されている。前ケルト語の題目に基づいてucは高い場所を意味し、別の接尾辞がついたuc-etiaとは現在のユゼス（506年にはUcetia）のことである。
Uzelr(i)cusに接尾辞-aがついて扱われたように、ゲルマン語の人名Udelricusにも同じことができる。
とにかく、町は5世紀にリモージュ司教ロリスの書簡において記載されている。これは2010年に見つかった証拠をもとにした、最も古いユゼルシュの記録である。

## 歴史

### 古代

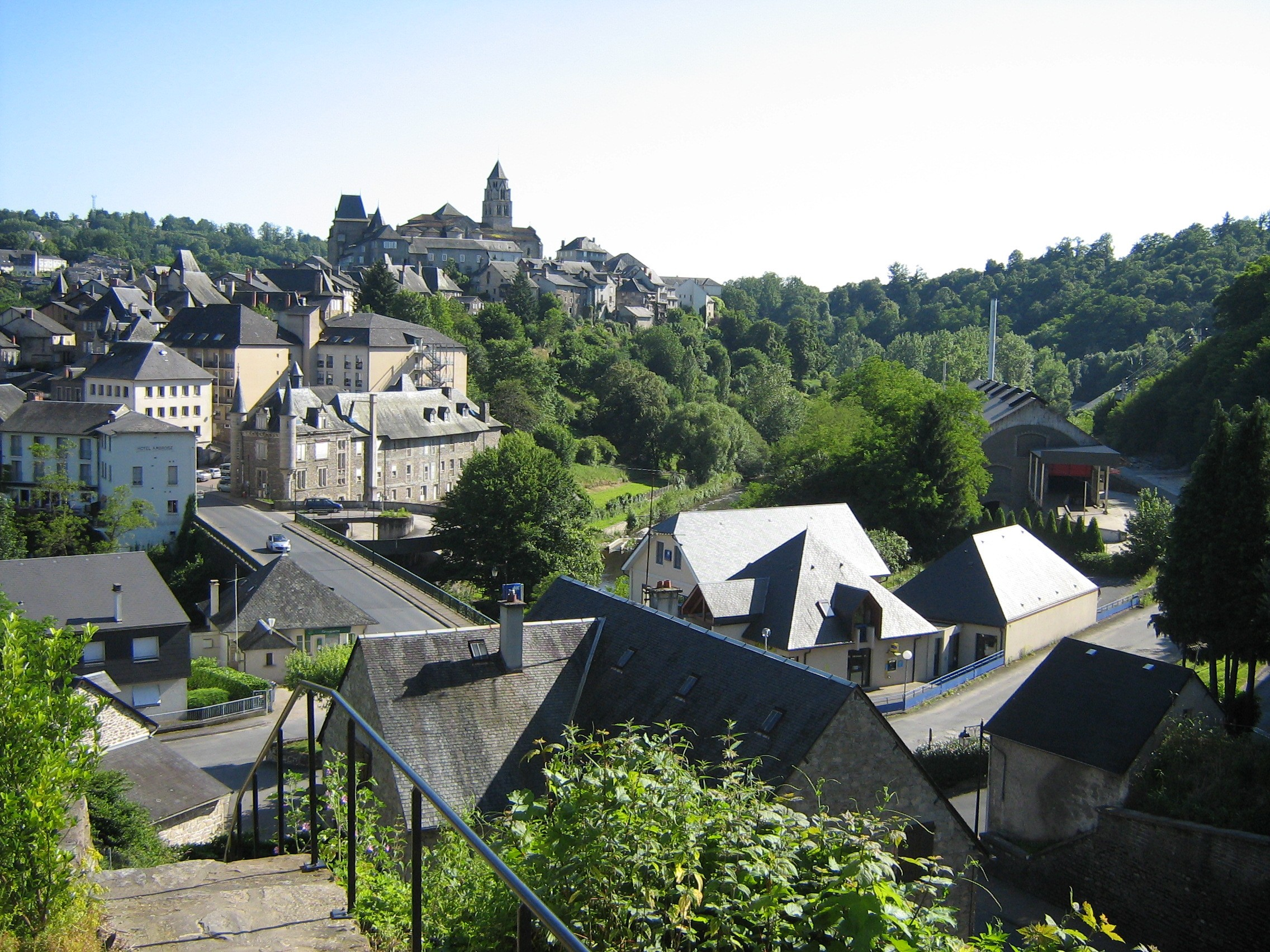
ユゼルシュ

ヴェゼール川のきついカーブに囲まれた岩のてっぺんに位置するユゼルシュは、元々は戦略的に重要な場所だった。ガリア人は紀元前2世紀より後にこの岩の露頭に定住した · .。岩はサントゥラリー峠を見下ろしていた。サントゥラリー（Saint-Eulalie）とは、3世紀のイベリア半島で殉教したキリスト教の聖人バルセロナのエウラリアを指し、峠には彼女への崇敬のために捧げられた場所が古くからあったのである。またそこは、ローマ以前からの重要な道路の交差地だった。道路のうち1つはアルモリカから地中海盆地へ向かっていた。別のもう1つはヴェゼールの浅瀬を横切るものだった。
古代のユゼルシュは、したがって交差地点だった。行政、政治、宗教の意志決定の中心になった。6世紀、町は西ゴート族によって略奪と破壊を受けた。その後再建され、7世紀には初めて要塞化された。ユゼルシュは防衛の役割のために重要なオーラを得た。小ピピンはアキテーヌ公Waïfreとの戦いでユゼルシュの重要性を認識し、8世紀には少なくとも18の監視塔が建設されている。最も印象的なのは、過激派（Militante）またはレオケールの（de Léocaire）と呼ばれる、王侯貴族の邸宅があったことである。

### メロヴィング朝

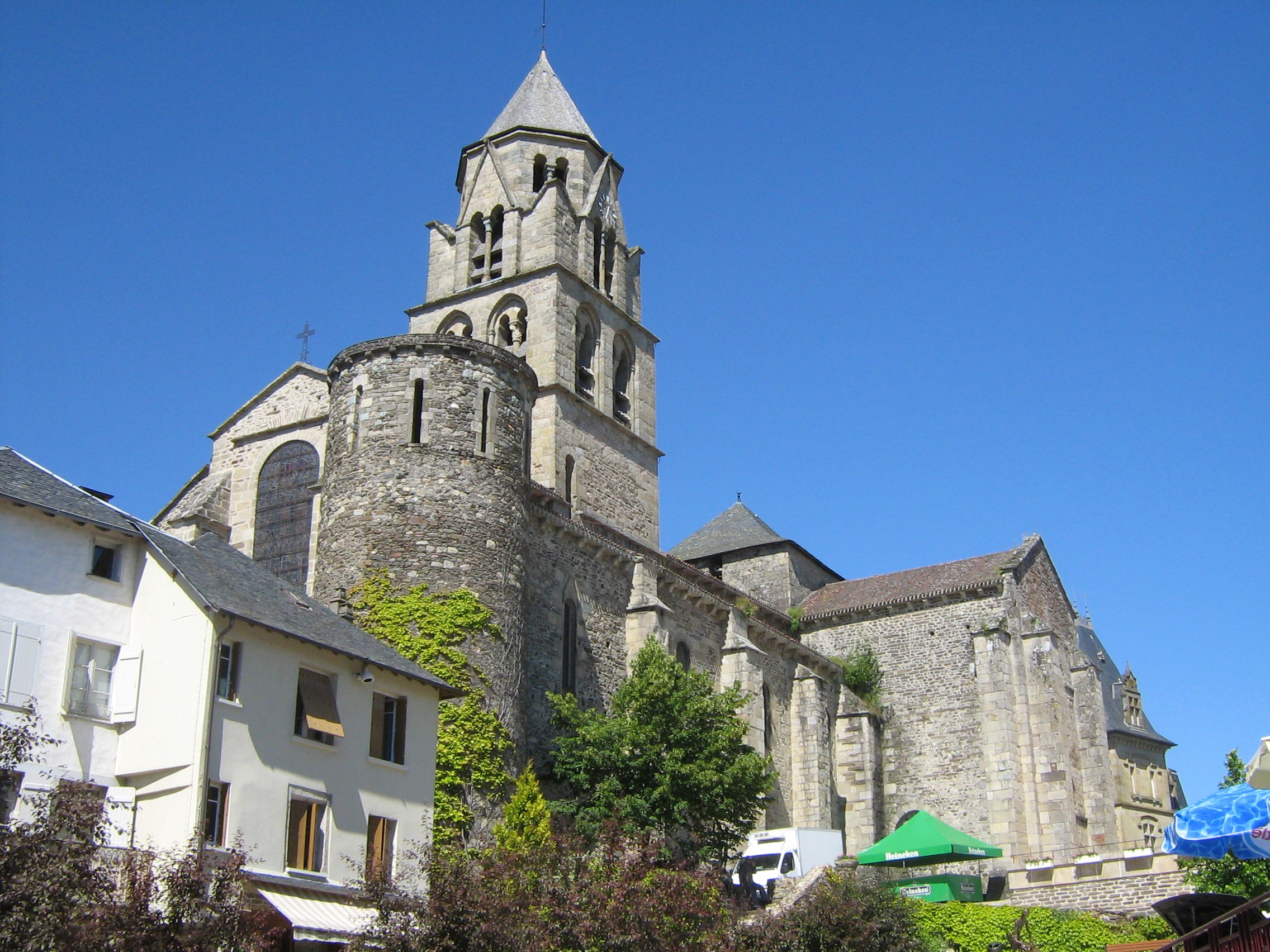
サン・ピエール大修道院

カストルムという言葉は、政治的、宗教的、軍事的に意志決定が行われる中枢をおさめた、要塞化複合体を示す。メロヴィング朝期のカストルムの存在は7世紀に証明されている。ユゼルシュの黄金でスー金貨を鋳造していたのである · 。この管理部門は9世紀にもまだ健在で、ユゼルシュはかつて、助任司祭が治めるよう分割された行政区である、助任司祭管轄区であった。助任司祭管轄区は、リモージュ伯が権利を委任していた。ユゼルシュはまた異教崇拝の中心であった。
王とローマ教皇の両方から許可を得て、10世紀に修道院の建設が始まり、多くの寄進が行われて非常に豊かになった。修道院の周囲に町が形作られた。修道院長の権限はユゼルシュの町の隅々、周辺地域、領主として治める土地に響き渡った。修道士は100人いた。こうした場所では、住民は全て修道院長の臣下であり、修道院長自身は王直属の家臣であった。教皇ウルバヌス2世は、第一回十字軍の準備のため隠者ピエールの十字軍宣伝活動が行われたクレルモン＝フェランを訪問し、1095年にユゼルシュにも立ち寄った。教皇はユゼルシュ近郊生まれのモーリス・ブールダンという名の修道士を知った。ブールダンは1118年から1121年の間、グレゴリウス8世の名で対立教皇となる。
ベネディクト会派の修道院は強力で豊かであり、12世紀から13世紀に黄金時代に達した。今も残るサン・ピエール教会はかつてのサン・ピエール修道院の付属教会であり、リムーザンのロマネスク芸術の重要な文化財である。そして聖人の地下納骨堂には、サンティアゴ・デ・コンポステーラの巡礼路の巡礼者たちから崇敬を受ける2人のブルトン人司教、聖レオンと聖コロナの遺体が含まれている。

### 10世紀から14世紀

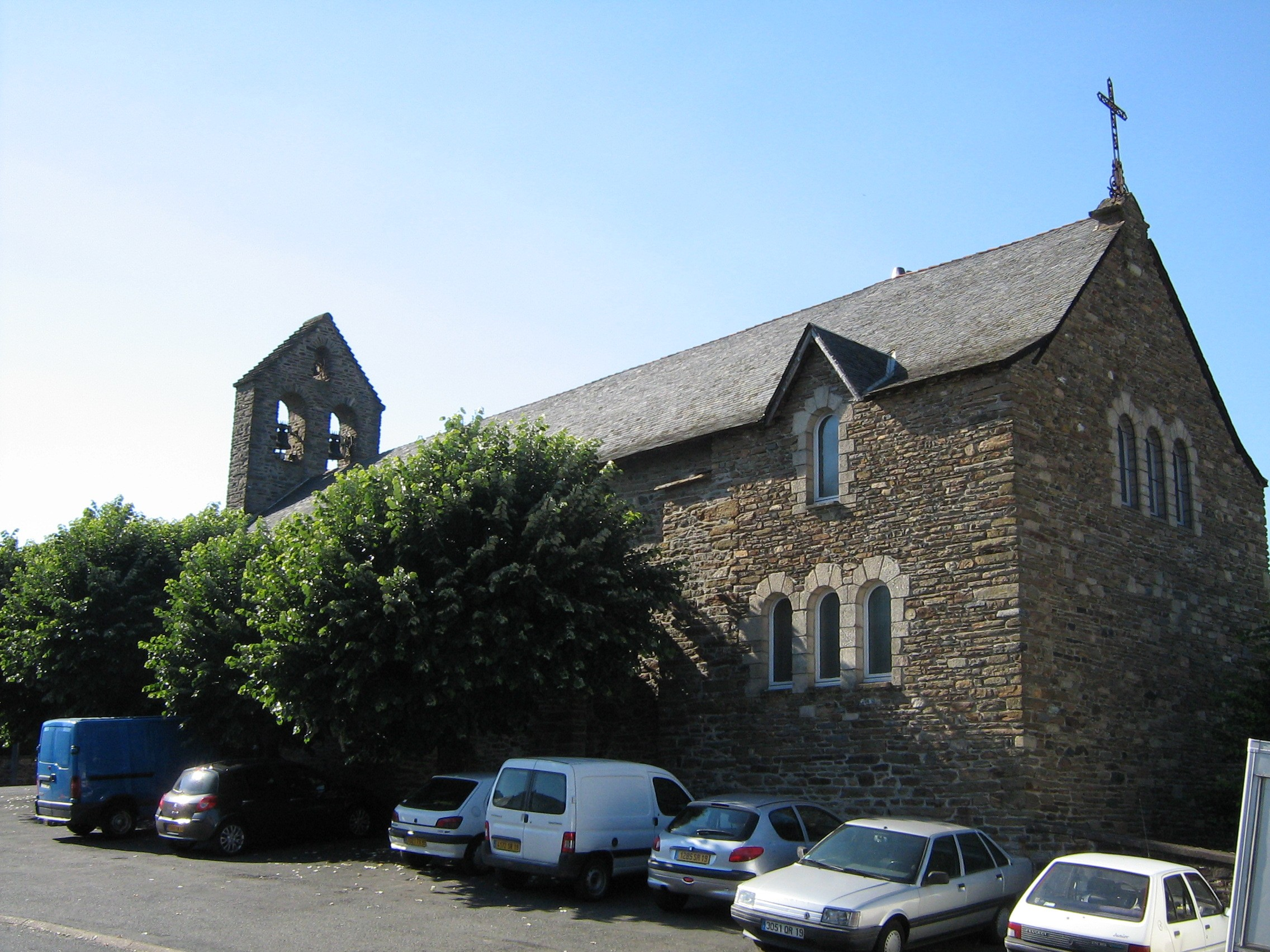
サントゥラリー教会

909年、ノルマン人が町を荒らした。10世紀、小さな教区教会のサントゥラリー教会がアルベール・ド・シャヴァンと妻のアデライードから与えられた。初期キリスト教の洗礼堂がここに存在していた可能性がある。
ヴィニュロン広場は、驚くべきことに現在のノートルダム礼拝堂である。992年にセギュール子爵アルシャンボー1世によって修道士たちに割譲されたノートルダム・デュ・デゼール教会（建物は19世紀末の再建）を継承したのである。
1150年頃、ユゼルシュはノルマン人の支配下にあった。12世紀は華やかで、偉大な人物がユゼルシュにやってきて修道院に立ち寄った。1156年にイングランド王ヘンリー2世、1189年にはアリエノール・ダキテーヌと息子のリチャード獅子心王、その後ブルゴーニュ公ユーグ3世、1183年にはトゥールーズ伯レーモン5世がやってきた。12世紀と13世紀はトルバドゥールの時代で、ユゼルシュ生まれのゴセルム・ファディ（Fr）、ユック・ド・ラ・バシュルリー（Fr）がいた。13世紀から14世紀には、世界の指導者数名が訪問するという栄誉を与えられた。1244年と1256年にルイ聖王、1285年にフィリップ3世、1306年に教皇クレメンス5世、1324年にはシャルル4世が訪問した。

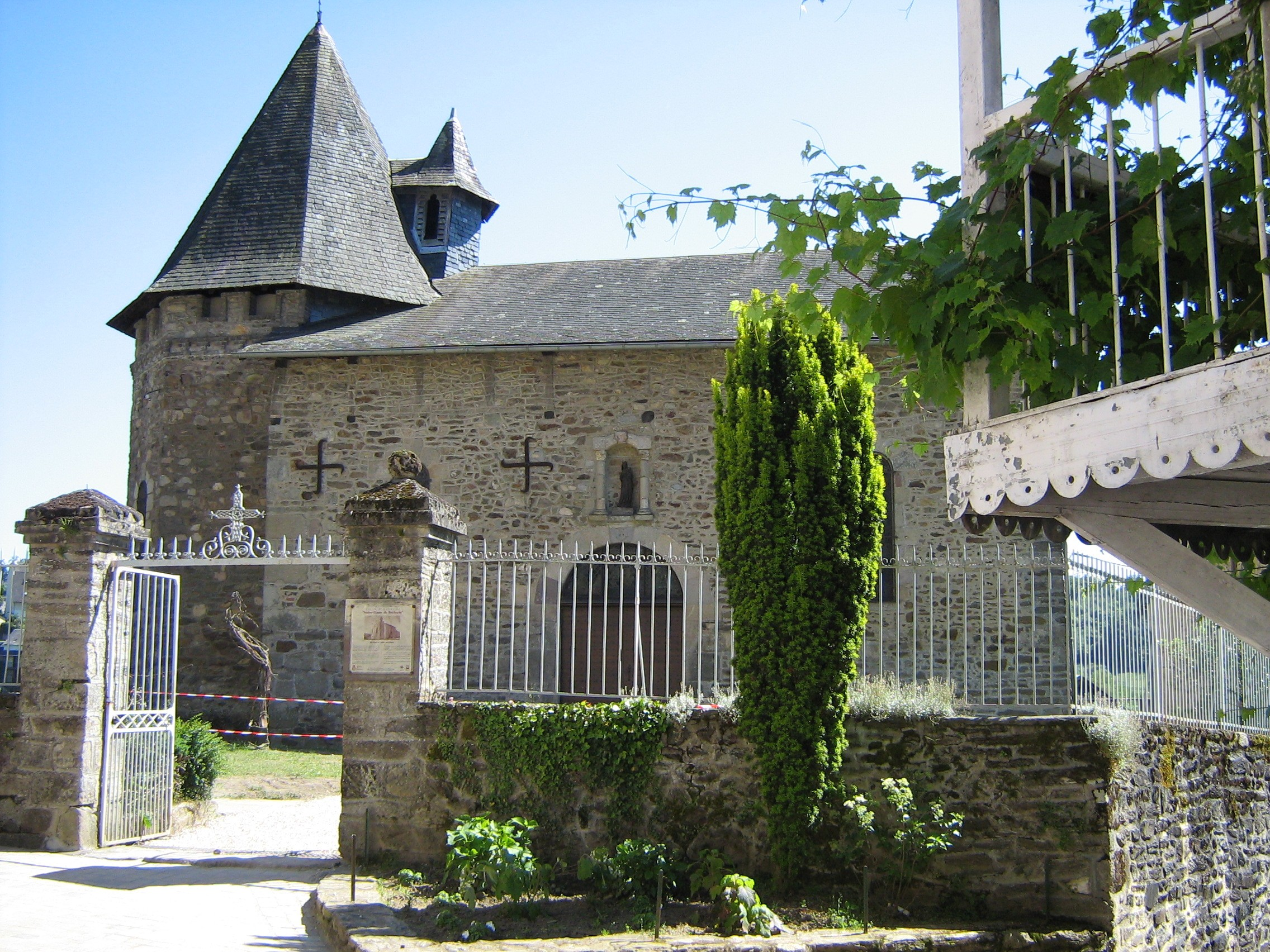
ノートルダム礼拝堂

1346年から1348年、ペストが恐ろしい被害をもたらした。町は幾度かの封鎖に耐え、ユゼルシュ・ラ・ピュセル（Uzerche-la-Pucelle、汚れなきユゼルシュ）の別称を得た（したがって、汚染されなかったことを意味するNon pollutaが町の紋章に加えられた）。1374年、フランス王シャルル5世によって、対イングランド戦においてユゼルシュ住民が見せた強力な防御をたたえ青地に金のフルール・ド・リスが3つ町の紋章に付与された。
14世紀、町は新たな防衛設備を追加した。その後9箇所の門が追加されたが、今日見られるのはベシャリー門である。
当時、高さがあったのはプランス・ノワール塔（エドワード黒太子塔）だが、その起源は明らかでない。病院は1393年からある。ルイ15世の特許状によって1749年、建物は総合病院となった。

### 王家の町

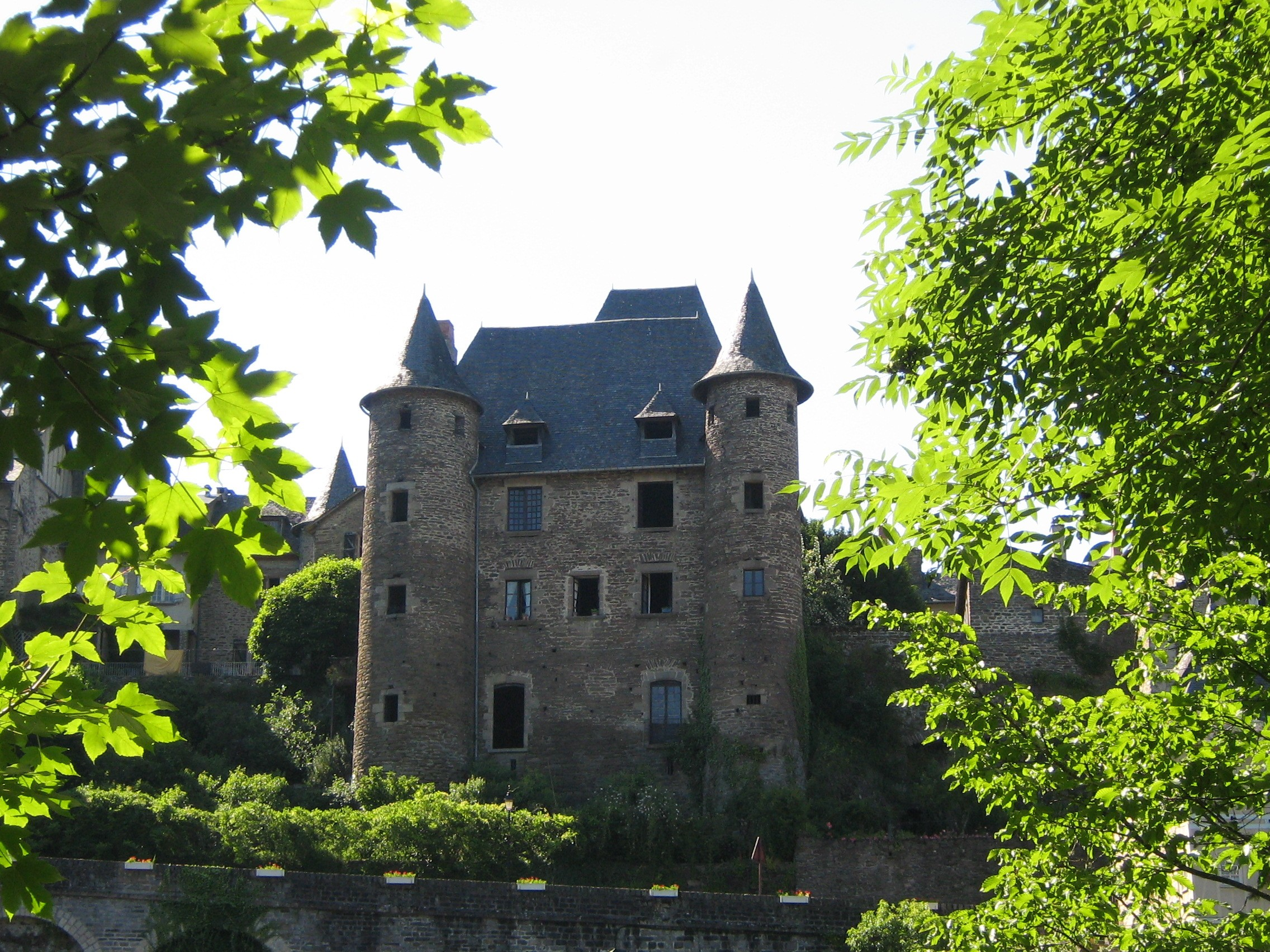
シャトー・ポンティエ

15世紀からのユゼルシュは『リムーザンの城はユゼルシュの住宅である』（Qui a maison à Uzerche a château en Limousin）というイギリス人作家アーサー・ヤングの格言を証明するように、発展した。

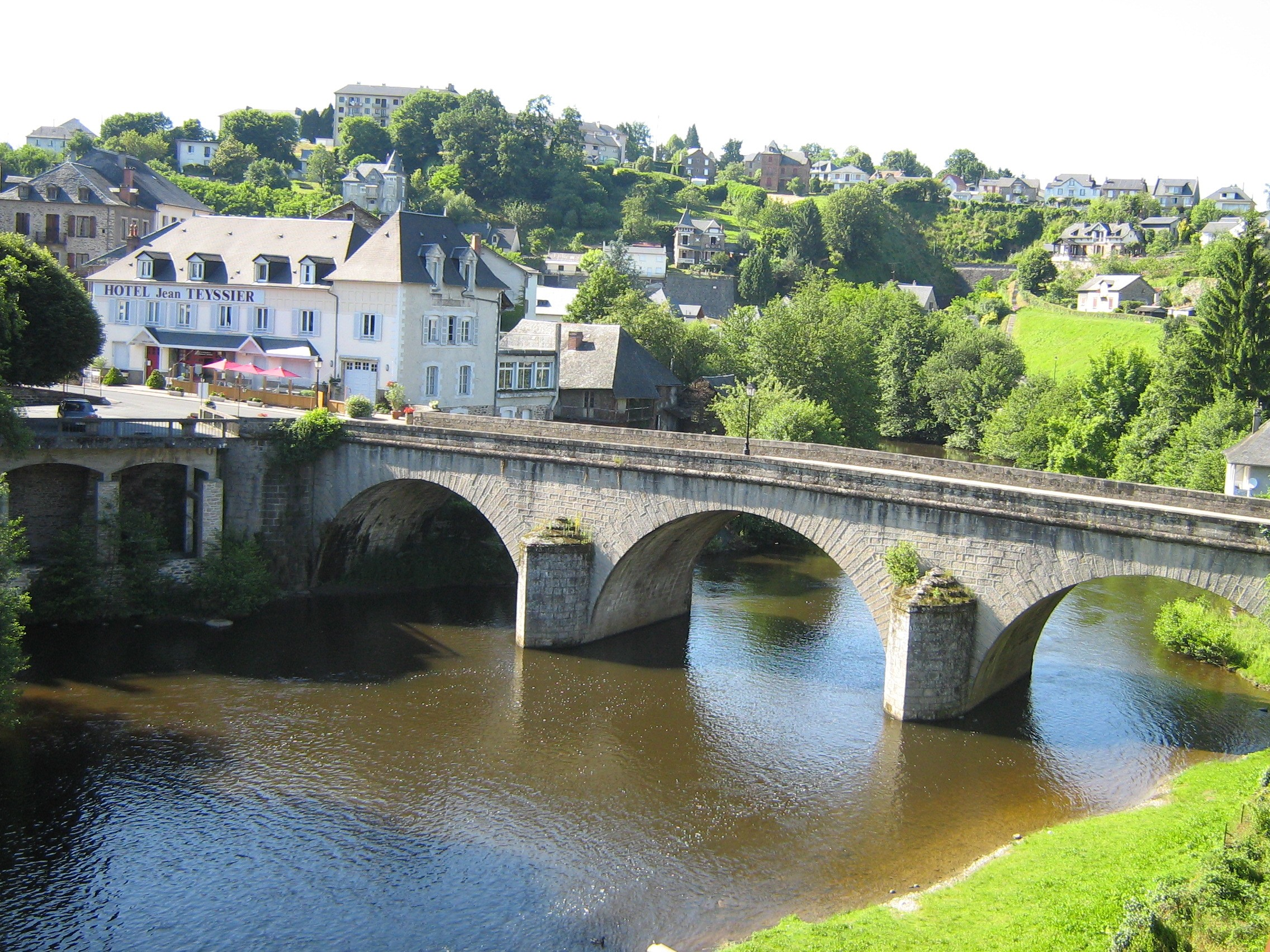
テュルゴー橋とオテル・テシエ

1463年、ルイ11世はユゼルシュを訪問し、執事長（sénéchal）に権限を委任した。16世紀まで、ユゼルシュの法服貴族たち（fr）は要塞化された邸宅や住居を建てた。こうした住宅として、我々はシャトー・ポンティエ、オテル・デ・ジョワエ・ド・モーベック、メゾン・ボワイエ・シャマン、メゾン・エサルティエ、メゾン・ド・タイヤック、オテル・ド・クレダをあげることができる。1558年、町は2つの町と44の教区で構成される、王室の執事長管区とされた。したがって、ブリーヴ＝ラ＝ガイヤルドの執事長管区と競合することになった。修道院の権力とユゼルシュの執事長管区の発展は、ユゼルシュを低リムーザン地方の首都に押し上げた。それにもかかわらず、ユグノー戦争はこの相対的な繁栄を急速に悪化させた。1575年、ユグノー派の先頭に立つテュレンヌ子爵は、修道院を略奪した。1628年から、王の官吏が、リシュリューの政権下で堂々たる壁を壊し始めた。1632年の訪問中、ルイ13世は執事長の邸宅に泊まった。
1753年に完成したテュルゴー橋は、旧市街のサントゥラリー通りにつなぐため建設された。これ以前には通りが1つだけで、曲がりくねった通りには15世紀から16世紀に建てられた大邸宅が立ち並んでいた。
1767年、18人の修道士たちからなる『聖ジャンの祝福された同盟集会』（loge Saint-Jean de l'Heureuse Alliance）が創設された。注目に値するのは全員がフリーメイソンで儀式を行った指導者だったことだった。

### 革命から現代へ

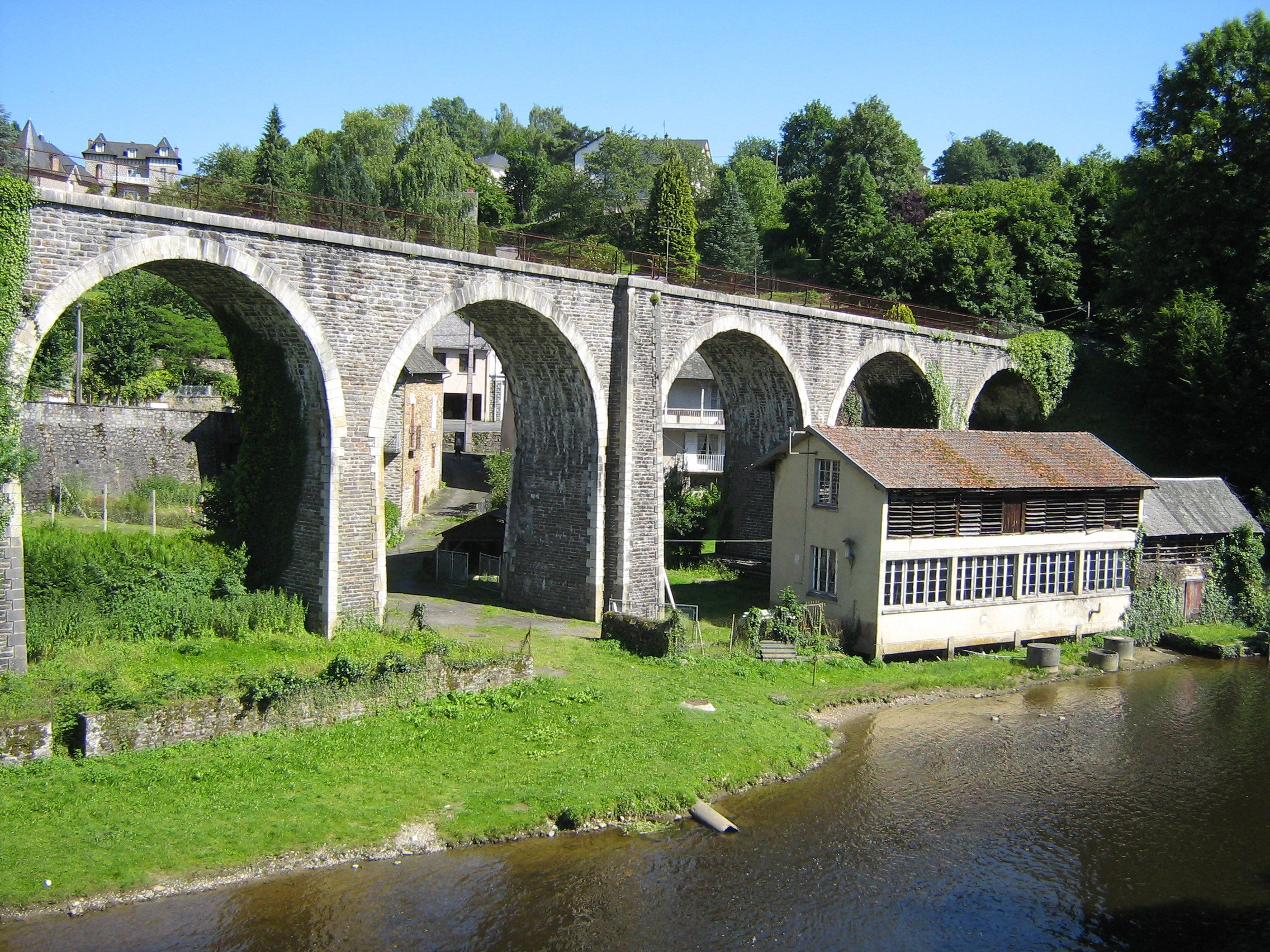
高架橋

1789年3月2日、ユゼルシュで執事長管区の三部会が開かれ、立候補者115人から29人が選出された。3月16日、彼らはチュールに集まり、嘆願書に署名した。1789年7月30日、ルイ16世の王弟アルトワ伯（のちのシャルル10世）が16000人の兵を連れてユゼルシュに到着したという噂が流れた。アルトワ伯の軍隊はボルドーといくつかの町に火を放っていた。すぐにユゼルシュの男たちと周辺の教区民たちは武装したが、軍は到着しなかった。噂は、フランス人全てを武装させるための策略だったのである。
1790年、コレーズ県が創設された。県はブリーヴ、チュール、ユセル、そしてユゼルシュの4郡で構成された。各郡には41の小郡がおかれた。革命時代、ユゼルシュはフォーブール・エガリテ郡の名が採用された郡の郡庁となった。1793年9月19日、マルシェ広場においてコレーズ県初のギロチン刑が執行された。ナポレオン時代、ユゼルシュ生まれのアレクシス・ボワイエ（fr）が皇帝専属の外科医となり、ポーランド及びプロイセン遠征に同行している。
1826年、コミューンのサントゥラリーがユゼルシュと合併した。
1840年に計画され、1855に完成したトンネルは、1世紀の間、オートルート A20だけが通っていた。1892年、ユゼルシュ-セイラック-チュール-アルジャンタ間を走るメーターゲージの鉄道に、鉄道トンネルが追加された。POコレーズ鉄道（fr）の鉄道高架橋の建設は町に新たな次元を与えた。142mの高さの高架橋は1902年に完成した。高架橋は12のアーチを持ち、POコレーズの駅とつないでいた。POコレーズ鉄道は1969年をもって廃止された。高架橋は現在遊歩道として整備されている。
1870年9月5日、ユゼルシュの首長タイヤック氏は、帝国の消滅と第三共和国の成立が宣言されたことを電報で自らの議会に通知した。1870年11月13日、ユゼルシュの議会は11月4日にパリで国民投票が全会一致で採決され、そのために国防政府の権力が保たれたことを説明した。
1944年6月、武装親衛隊のハインツ・ラマーディング率いる第2SS装甲師団が、ノルマンディー上陸作戦の後に、チュールとリモージュの間に配置されマキを排除するよう命じられた。アラサック駅に停車する列車への攻撃にレジスタンスが多く参加している間、マキによる攻撃でジャーナリストやドイツ人レジスタンス、ゲルハルト・レオの支持者たちが解放された。その中にミシェル中尉がいる。マキによるチュール攻撃直前に逮捕され、農村で二晩過ごしたラマーディングの命令によって、彼の目前でユゼルシュにて中尉は絞首刑にされた。

## 経済

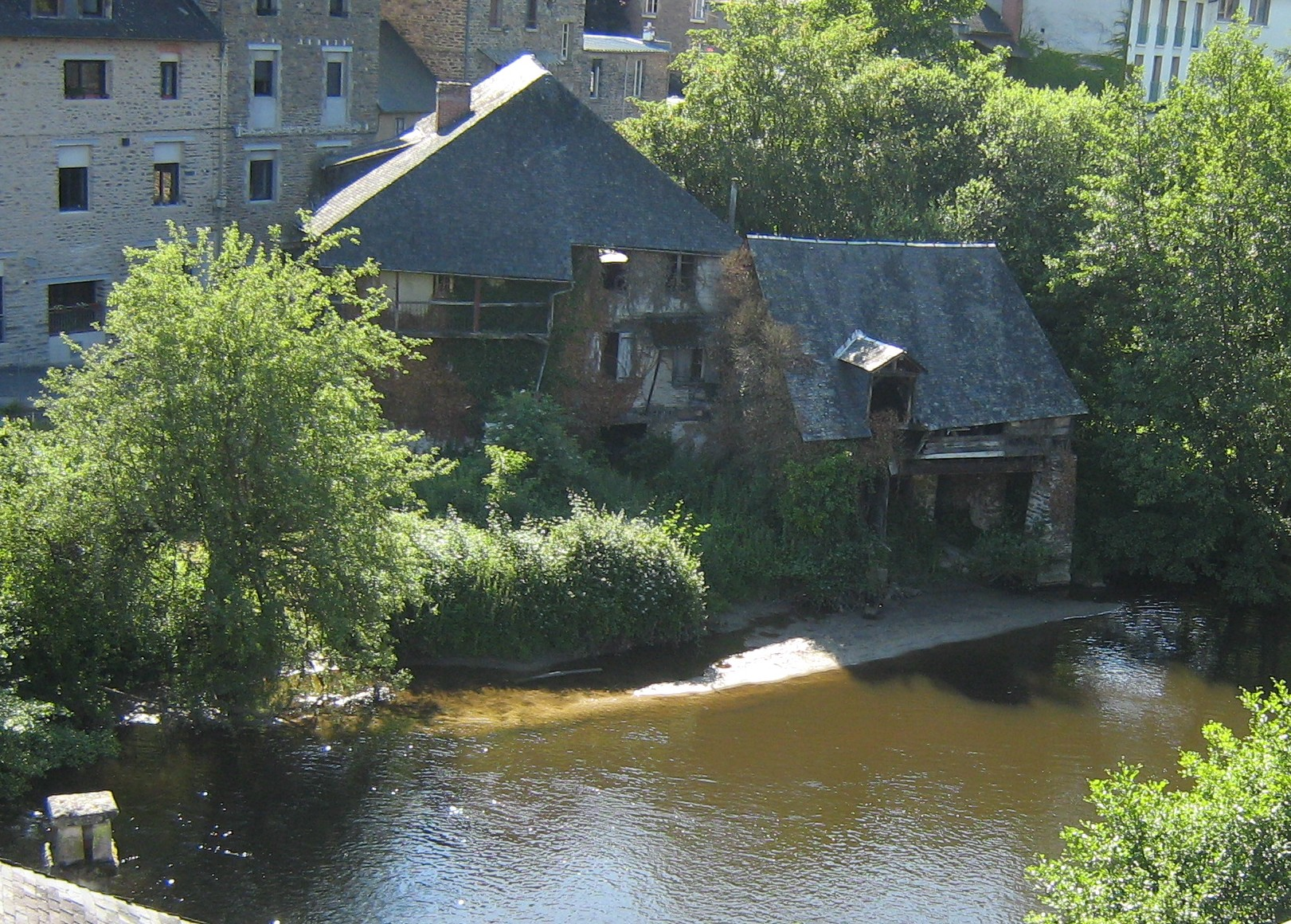
河岸に残る皮なめしの作業所

2004年、ユゼルシュの世帯の平均年収は13,705ユーロであった。
2007年のユゼルシュの世帯の年間平均税収は16,460ユーロであった。
2005年、コミューンの民間事業者上位10位内は350の職種に及んだ。上位3位は公的な事業者で、390人を雇用していた。
かつて、ヴェゼール川への近さから長い間町は様々な経済活動を展開してきた。16世紀には、梳綿、皮なめし、水車が花開き、製粉所は20世紀初頭まで栄えた。
16世紀以来あるソーヴァジャ地区は皮なめしの職人が集まった場所で、ヴェゼール川に面していた。ラポルト家は紛れもなく王朝のような家系で、16世紀から20世紀まで活躍した。4世紀あまり栄えた皮なめしは、1960年代に消滅してしまった。

## 人口統計
| 1962年 | 1968年 | 1975年 | 1982年 | 1990年 | 1999年 | 2006年 | 2011年 |
| ------ | ------ | ------ | ------ | ------ | ------ | ------ | ------ |
| 3316   | 3314   | 3091   | 3097   | 2813   | 3062   | 3182   | 3042   |

参照元:1999年までEHESS、2004年以降INSEE

## 教育
ユゼルシュはアカデミー・ド・リモージュ（フランス国民教育省が地域ごとに配置している行政組織の1つ）に属している。
コミューンは公営の幼稚園1つ、小学校1校を運営している。県がコレージュ1校を運営している。

## 姉妹都市
- セッラヴァッレ・ピストイエーゼ、イタリア[49]